# 광주매곡초등학교
광주매곡초등학교는 대한민국 경기도 광주시에 있는 공립 초등학교이다.

## 학교 연혁
- 1938년 7월 10일 매곡간이학교 개교(설립인가 6월 2일)
- 1948년 5월 10일 매곡국민학교로 승격
- 1984년 9월 1일 병설유치원 개원
- 1996년 3월 1일 광주매곡초등학교로 교명 변경
- 1997년 9월 8일 체육관 준공
- 2006년 3월 1일 도지정 시범교육청 교실 수업개선 중심학교 운영
- 2013년 10월 6일 인조 잔디 운동장 개장

## 참고 자료
- 광주매곡초등학교 - 한국교육학술정보원 학교알리미